# Auke Pattist
Auke Bert Pattist (Bilthoven, 9 oktober 1920 – Oviedo, 21 maart 2001) was een Nederlandse oorlogsmisdadiger. Zijn bijnaam was de Beul van Drenthe.
Pattist was bij het begin van de Tweede Wereldoorlog politieagent in Amsterdam. Daar deed hij actief mee aan razzia's op ondergedoken joden. Hij werd lid van de SS, vocht met de Duitsers mee aan het oostfront en nam de Duitse nationaliteit aan. In 1944 keerde hij als officier bij de Waffen-SS terug naar Nederland. In Hollandscheveld werd hij actief bij het opsporen van joden en onderduikers. Hij was berucht vanwege zijn omgang met gevangenen, waarbij hij regelmatig martelingen en schijnexecuties toepaste. Hoewel Pattist voor zover bekend zelf geen gevangenen heeft omgebracht, werd hij verantwoordelijk gehouden voor de dood van veel van zijn slachtoffers.
Na de oorlog werd Pattist gearresteerd en gevangengezet. Hij wist echter in 1946 te ontsnappen uit de gevangenis van Arnhem. Hij vluchtte naar Duitsland en kwam in 1956 in Spanje terecht. De toenmalige dictator Franco verleende hem het staatsburgerschap. In Nederland was hij inmiddels bij verstek tot levenslange gevangenisstraf veroordeeld voor mishandeling en landverraad.
Lange tijd was Pattist onvindbaar voor de Nederlandse justitie. De amateurhistoricus Albert Metselaar uit Drenthe kwam uiteindelijk achter zijn woonadres in Spanje en nazi-jager Simon Wiesenthal plaatste hem op een lijst van internationaal gezochte oorlogsmisdadigers. De Spaanse autoriteiten weigerden Pattist echter uit te leveren.
In 2001 overleed Auke Pattist op 80-jarige leeftijd in zijn woonplaats Oviedo. De Spaanse autoriteiten deden nog onderzoek naar de toedracht van zijn overlijden.